# Waltraud Dietsch
Waltraud Dietsch (geb. Birnbaum; * 26. November 1950 in Staßfurt, Sachsen-Anhalt) ist eine deutsche Leichtathletin, die – für die DDR startend – bei den Europameisterschaften 1974 die Goldmedaille mit der 4-mal-400-Meter-Staffel der DDR gewann (3:25,2 min, zusammen mit Angelika Handt, Ellen Streidt und Brigitte Rohde).
Sie startete auch bei den Europameisterschaften 1969 und belegte dort mit der 4-mal-400-Meter-Staffel der DDR Platz fünf (3:35,2 min). Dietsch gehörte dem SC Magdeburg an und gewann 1968 den DDR-Meistertitel über 400 Meter im Freien sowie 1970 den in der Halle. In ihrer aktiven Zeit war sie 1,64 m groß und 57 kg schwer.
1974 erhielt sie den Vaterländischen Verdienstorden in Bronze.